# Dolichopus luteifacies
Dolichopus luteifacies är en tvåvingeart som beskrevs av Octave Parent 1927. Dolichopus luteifacies ingår i släktet Dolichopus och familjen styltflugor. Inga underarter finns listade i Catalogue of Life.